# Valer Barna-Sabadus

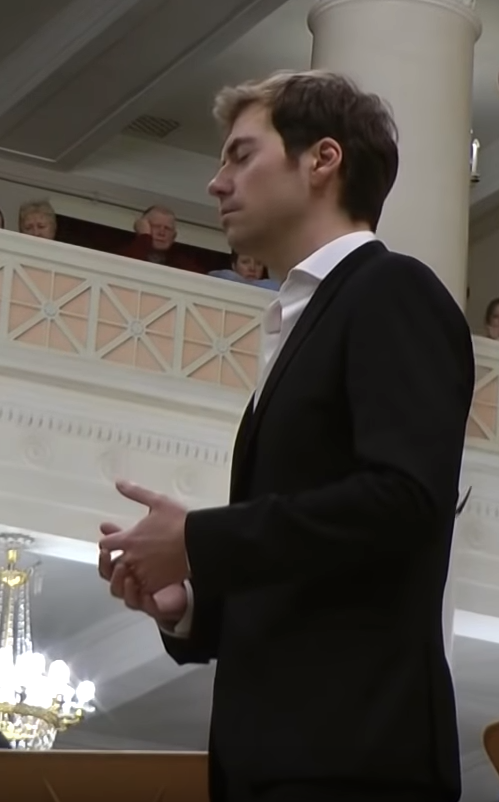
Valer Barna-Sabadus, 2019

Valer Barna-Sabadus (* 15. Januar 1986 in Arad, auch Valer Sabadus) ist ein rumänisch-deutscher Countertenor.

## Leben
Valer Barna-Sabadus wuchs zunächst im rumänischen Arad im Banat auf, in der Nähe der ungarischen Grenze. Er ist das Kind einer Pianistin und eines Cellisten. Sein Vater starb im Jahr 1990, als Valer vier Jahre alt war. 1991, nach dem Ende des Ceaușescu-Regimes, emigrierte seine Familie nach Deutschland und er wuchs in Landau an der Isar, Niederbayern auf.
Seine erste musikalische Ausbildung erhielt er in den Fächern Geige und Klavier. Im Alter von 17 Jahren begann er seine Studien als Countertenor an der Hochschule für Musik und Theater München bei Gabriele Fuchs. Im Jahr 2009 wurde er Mitglied der Bayerischen Theaterakademie August Everding, wo er 2013 sein Aufbaustudium mit Auszeichnung beendete. Schon zuvor sang er unter verschiedenen Dirigenten wichtige Rollen seines Fachs wie den Orpheus in Orfeo ed Euridice von Christoph Willibald Gluck, die Titelrolle in Rinaldo von Georg Friedrich Händel, Endimione in La Calisto von Francesco Cavalli und Sesto in La clemenza di Tito von Wolfgang Amadeus Mozart. Nach vielen Jahren in München lebt Valer Barna-Sabadus seit 2018 in Köln.
Barna-Sabadus hat in der Tournee von Leonardo Vincis Artaserse mit anderen Countertenören zusammengewirkt. Er debütierte in der Titelrolle von Händels Xerxes an der Oper Düsseldorf. Im Jahre 2013 debütierte Valer Barna-Sabadus beim Festival d’Aix-en-Provence als Menelao in der Cavalli-Oper Elena. Seit 2014 steht er bei dem Major-Label Sony Classical unter Vertrag. Bei den Internationalen Händel-Festspielen am Staatstheater Karlsruhe sang er die Titelpartie von Händels Teseo.

## Rollenrepertoire
- Rinaldo in der Oper Rinaldo von Georg Friedrich Händel
- Endimione in der Oper Diana amante von Giuseppe Antonio Bernabei
- Puck in der Oper The Fairy Queen von Henry Purcell
- Totes Gretchen in Aventure Faust (2008) 3 Szenen nach Goethe, Heine und Birgit Müller-Wieland von Jan Müller-Wieland (Uraufführung)
- Adrasto in der Oper Demofoonte von Niccolò Jommelli
- Enea in der Oper Didone abbandonata von Niccolò Jommelli
- Ruggiero in der Oper Orlando furioso von Antonio Vivaldi
- Sesto in der Oper La clemenza di Tito von Wolfgang Amadeus Mozart
- Iarba in der Oper Didone abbandonata von Johann Adolph Hasse
- Orfeo in der Oper Orfeo ed Euridice von Christoph Willibald Gluck
- Endimione in der Oper La Calisto von Francesco Cavalli
- Semira in der Oper Artaserse von Leonardo Vinci
- Ein junger Mann, der junge Syrer, Herodias in der Oper Last Desire von Lucia Ronchetti
- Liscione in der Oper La Dirindina von Giovanni Battista Martini
- Armindo in der Oper Partenope von Georg Friedrich Händel
- Xerxes in der Oper Serse von Georg Friedrich Händel
- Menelao in der Oper Elena von Francesco Cavalli
- Leucippo in der Oper Leucippo von Johann Adolph Hasse
- Teseo in der Oper Teseo von Georg Friedrich Händel
- Nerone in der Oper L’incoronazione di Poppea von Claudio Monteverdi
- Giasone in der Oper Il Giasone von Francesco Cavalli[12]
- Ruggiero in der Oper Alcina von Georg Friedrich Händel[13]

## Diskografie
- Nicola Conforto, Nicola Porpora, Antonio Caldara u. a.: Caro Gemello - Farinelli and Metastasio. Concerto Köln. Sony Classical, 2018.
- Georg Friedrich Händel: Händel Goes Wild. L’Arpeggiata, Dir. Christina Pluhar. Erato Records, 2017.
- Sacred Duets. Duette und Arien aus Oratorien von Alessandro Scarlatti, Bernardo Pasquini, Giovanni Paolo Colonna, Domenico Gabrielli, Giovanni Bononcini, Antonio Lotti, Antonio Caldara, Nicola Porpora (plus Violinkonzert op.8,8 von Giuseppe Torelli). Mit Nuria Rial, Kammerorchester Basel, Dir. Julia Schröder. Sony Classical, 2017.
- Antonio Caldara: Caldara. Nouvo Aspetto, Dir. Michael Dücker. Sony Classical, 2015.
- Sergej Rachmaninoff: Symphonie Nr. 2, Vocalise. Gürzenich-Orchester, Dir. Dmitrij Kitajenko. OehmsClassics, 2015.
- Wolfgang Amadeus Mozart: Mozart Castrato Arias. recreation – Großes Orchester Graz, Dir. Michael Hofstetter. OehmsClassics, 2015.
- Christoph Willibald Gluck, Antonio Sacchini: Le belle immagini. Hofkapelle München, Dir. Allessandro De Marchi. Sony Classical, 2014.
- Francesco Cavalli: Elena. Cappella Mediteranea, Dir. Leonardo García Alarcón.  DVD. Ricercar/Outhere Music, 2014.
- Christoph Willibald Gluck: La clemenza di Tito. l’arte del mondo, Dir. Werner Erhardt. harmonia mundi, 2014.
- Leonardo Vinci: Artaserse. Concerto Köln, Dir. Diego Fasolis. DVD, Erato/Warner Classics, 2014.
- Johann Adolph Hasse: Didone abbandonata. Hofkapelle München, Dir. Michael Hofstetter. Naxos, 2013.
- Trialog – Music for the One God. Pera-Ensemble. Berlin Classics (Edel), 2013.
- Johann Sebastian Bach: Hohe Messe h-Moll. Martin Steidler, Madrigalchor der Hochschule für Musik und Theater München, Studio für historische Aufführungspraxis und Studierende der Bläser- und Streicherklassen, Hochschule für Musik und Theater München. 2013.
- Leonardo Vinci: Artaserse. Concerto Köln, Dir. Diego Fasolis. CD. Virgin Classics (EMI), 2012.
- Enjott Schneider: Requiem Im Namen der Rose. Johannes Skudlik: Ambiente Audio, 2012.
- John Dowland, Henry Purcell: To touch, to kiss, to die – English Songs. Olga Watts, Axel Wolf, Pavel Serbin. OehmsClassics, 2013.
- Café – Orient meets Occident. Pera-Ensemble. Berlin Classics (Edel), 2012.
- Giovanni Battista Pergolesi: Stabat Mater – Laudate Pueri. Valer Barna-Sabadus, Terry Wey, Neumeyer Consort, Barock Vokal aus Mainz, Dir. Michael Hofstetter. OehmsClassics, 2012.
- Johann Adolph Hasse: Hasse reloaded. Hofkapelle München, Dir. Michael Hofstetter. OehmsClassics, 2012.
- Claudio Monteverdi, Ali Ufki, Giulio Caccini, u. a.: Baroque Oriental. Pera-Ensemble, Mehmet C. Yeșilçay. Berlin Classics (Edel), 2011.
- Kaffee für den König. Pera-Ensemble. T-Lounge (Edel), 2011.
- 400 Jahre Marianische Männerkongregation – Festmusik in der Bürgersaalkirche München. Michael Hartmann. OehmsClassics, 2010.

## Auszeichnungen
- Musical America, Künstler des Monats Juli 2009[15]
- ECHO Klassik 2012, Klassik-ohne-Grenzen-Preis[16]
- Preis der Deutschen Schallplattenkritik 2012[17]
- ICMA Award, „Young Artist of the Year Vocal“, 2013[18]
- Echo Klassik 2015 – Solistische Einspielung des Jahres (Gesang / Opernarien): Valer Sabadus / Hofkapelle München / Alessandro De Marchi – C.W. Gluck: Le belle immagini[19]
- Händel-Preis der Stadt Halle, vergeben durch die Stiftung Händel-Haus 2020
- Musikpreis der Stadt Duisburg, 2021
- Kulturpreis Bayern, 2022[20]